# Sultanat Wahidi de Bal'haf et Azzan

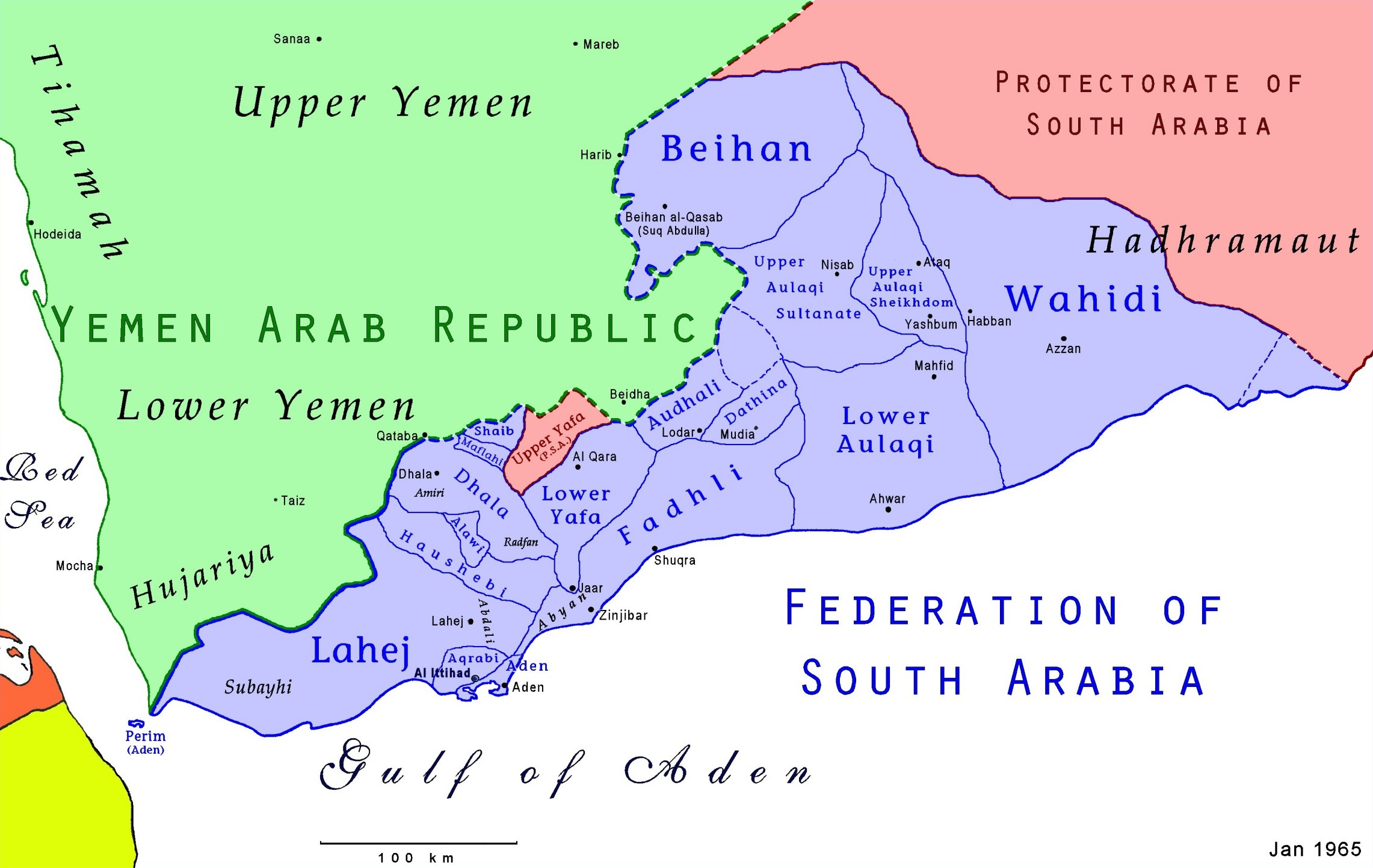
Carte de la fédération d'Arabie du Sud

Le Wahidi Bal'haf (en arabe : واحدي بالحاف Wāḥidī Bālḥāf), ou sultanat Wahidi de Bal'haf dans l'Hadramaout (en arabe : سلطنة الواحدي الحضرمية بالحاف Salṭanat al-Wāḥidī Bālḥāf), était l'un des États Wahidi (en) faisant partie du protectorat britannique d'Aden. Il a aussi fait partie de la fédération des émirats arabes du Sud, et de son successeur, la fédération d'Arabie du Sud, sous le nom de Wahidi. Sa capitale était Bal'haf, sur la côte du golfe d'Aden, et il comprenait aussi la ville de l'intérieur Azzan (auparavant la capitale d'un sultanat séparé, le sultanat Wahidi d'Azzan). Il a été aboli en 1967 lors de la fondation de la république populaire du Yémen du Sud et fait maintenant partie de la république du Yémen.

## Sultanat Wahidi d'Azzan
Le Wahidi Azzan, officiellement le sultanat Wahidi d'Azzan, était l'un des quatre sultanats Wahidi à intégrer finalement le protectorat d'Aden, au sud du Yémen. Il a été établi en 1830, et a cessé d'exister le 4 mai 1881, en devenant une partie du Wahidi Bal'haf.